# Onciale 0234
- Papyrus
- Onciale
- Minuscules
- Lectionnaire

Le Codex 0234 (dans la numérotation Gregory-Aland) ε 49 (Soden), est un manuscrit du Nouveau Testament sur parchemin écrit en écriture grecque onciale.

## Description
Le codex se compose de deux folios. Il est écrit en deux colonnes par page, de 30 lignes par colonne. Les dimensions du manuscrit sont 24 x 21 cm,. Les paléographes datent ce manuscrit du VIIIe siècle.
C'est un manuscrit contenant le texte de l'Évangile selon Matthieu (28,11-15) et de l'Évangile selon Jean (1,4-8.20-24).
Le texte du codex représenté type alexandrin. Kurt Aland le classe en Catégorie II. 
Lieu de conservation
Il fut conservé à la Qubbat al-Khazna à Damas en Syrie. Place actuelle du logement est inconnue,.